# Lanett
Lanett är en stad (city) i Chambers County, i delstaten Alabama, USA. Enligt United States Census Bureau har staden en folkmängd på 6 416 invånare (2011) och en landarea på 16,1 km².